# Grupa Operacyjna „Brand”
Grupa operacyjna „Brand” – powstała przy tworzeniu 3 Armii, w której skład wchodziła. Jej dowódcą był generał Fritz Brand (ur. 22 kwietnia 1889 w Berlinie, zm. 26 listopada 1967). Składała się z:
- 3 Dywizji Pancernej von Schweppenburga,
- 20 Dywizji Zmotoryzowanej gen. Wiktorina,
- 10 Dywizji Pancernej gen. Schaala oraz
- Brygady Fortecznej Lötzen pułkownika Galla.

Grupa „Brand” brała udział w agresji na Polskę. Grupa miała za zadanie osłonę lewego skrzydła 3 Armii poprzez zawiązanie walką sił polskich wzdłuż płn-wsch. granicy Prus Wschodnich na odcinku Pisz – Ełk – Gołdap. Prowadziła walki z Polakami, między innymi pod Wizną (7–10 września).